# く
く、クは、日本語の音節のひとつであり、仮名のひとつである。1モーラを形成する。五十音図において第2行第3段（か行う段）に位置する。清音の他、濁音（ぐ、グ）を持つ。また、話し手によっては、文節のはじめ以外で、子音が鼻音化した鼻濁音を用いる。鼻濁音は濁音と意味上の差異はない。

## 概要

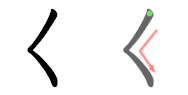
「く」の筆順

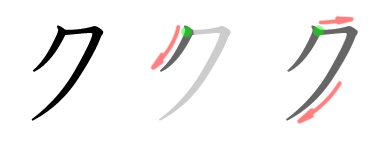
「ク」の筆順

- 現代標準語の音韻: 1子音と1母音「う」から成る音。子音は、次の通り。
  - 清音 「く」: 舌の後部を口蓋の奥の部分（軟口蓋）に押しあて一旦閉鎖した上で破裂させることで発する。無声。
  - 濁音 「ぐ」: 舌の後部を口蓋の奥の部分（軟口蓋）に押しあて一旦閉鎖した上で破裂させることで発する。有声。
  - 鼻濁音 「く゚」: 鼻に音を抜きながら、舌の後部を口蓋の奥の部分（軟口蓋）に押しあて一旦閉鎖した上で破裂させることで発する。有声。
- 五十音順: 第8位。 「き」の次。「け」の前。
- いろは順: 第28位。「お」の次。「や」の前。
- 平仮名「く」の字形: 「久」の草体
- 片仮名「ク」の字形: 「久」の部分 (最初の2画。『広辞苑』第六版より)
- ローマ字
  - く: ku
  - ぐ: gu
- 点字:
- 通話表: 「クラブのク」
- モールス信号: ・・・－
- 手旗信号：11

- 発音： く[ヘルプ/ファイル]

## く に関わる諸事項
- 合拗音の/kwa/, /gwa/は、「く」、「ぐ」に「わ」を後続させて表記する。このとき、後続する「わ」は一般に小さく「ぐゎ」の様に書く。現代標準語では「か」、「が」に吸収され、現代仮名遣いでは「か」、「が」と書く。
- くの字というと、ひらがなのくの字形を指し、直線を中央で直角に曲げた形である。
- 「くの字点」という、平仮名の「く」の字を延ばしたような踊り字（反復記号）が存在する。
- 鉄道車両の記号「ク」は、
  - 電車の制御車を表す。
  - 気動車の制御車を表す（キク）。
  - 貨車のうち車運車（自動車を輸送する貨車）を表す。
- 熊本県旗は片仮名の「ク」を図案化したもの。